# Monte Capanne
Der den Westteil der Insel Elba bildende Monte Capanne ist mit 1019 m s.l.m. die höchste Erhebung der Insel.
Der Berg besteht aus Granodiorit. Auf der Nordseite des Capannemassivs wachsen Kastanienwälder und Buschwald, die sogenannte Macchie. Die Südseite hingegen ist recht kahl.
Im Gebiet gibt es zahlreiche Quellen. An der Straße von Poggio nach Marciana befindet sich die Fonte Napoleone. Hier kann man sich kostenlos direkt an der Quelle Mineralwasser abfüllen.
Es gibt sechs Wanderwege, die von Marciana, Poggio, Valle Nevera, Chiessi und Pomonte bis zum Gipfel des Monte Capanne führen. Von Marciana Alta aus fährt man in knapp 20 Minuten mit der Seilbahn, in Gittergondeln stehend, auf den Gipfel. Von dort kann man einen Panoramablick über Elba und das Meer haben. An klaren Tagen reicht die Aussicht über die sechs kleineren toskanischen Inseln, bis zur Küste des Festlandes und nach Korsika.

## Zwischenfälle
- Am 14. Oktober 1960 flog die De Havilland Heron 2 der Aerolinee Itavia mit dem Luftfahrzeugkennzeichen I-AOMU bei schlechtem Wetter in den Berghang des Monte Capanne auf Elba. Alle elf Personen an Bord wurden getötet.[2]